# Дом коменданта (Таллин)
Дом коменда́нта Ре́вельской крепости, также Коменда́нтский дом (эст. Komandandi maja) и Дом Ганниба́ла — историческое здание, находящееся в Старом Таллине по адресу улица Тоомпеа, 1. Сейчас в нём располагается Канцелярия Рийгикогу.

## История
Здание было построено в 1690 году у главных ворот замка Тоомпеа, незадолго до начала Северной войны. В доме бывали шведский король Карл XII и российский император Пётр I.
С 1742 по 1752 года комендантом гарнизона города Ревеля был Абрам Петрович Ганнибал, русский генерал африканского происхождения. В этом здании родился его сын — Осип, ставший дедушкой Александра Сергеевича Пушкина по материнской линии. Жизни Ганнибала А. С. Пушкин посвятил своё неоконченное произведение — «Арап Петра Великого».

## Архитектура
Здание построено в переходном архитектурном стиле от позднего барокко к раннему классицизму. Согласно гипотезе эстонского историка архитектуры Антса Хейна, вполне вероятно, что первоначальный проект дома выполнил шведский военнослужащий и архитектор Якоб Сталь фон Гольштейн. 
К 1785 году фасады дома были отделаны стукко в стиле рококо (возможно, по проекту Иоганна Шульца), а также был построен дополнительный флигель в сторону двора.
C 1864 по 1938 год здание принадлежало церковному приходу Каарли, в советское время здание заняли подразделения Центрального статистического управления Эстонской ССР, после восстановления независимости Эстонии — Департамент погранохраны.
В результате нескольких реконструкций были уничтожены центральная дымовая труба, высокая мансардная крыша и балкон под центральным окном, украшавший продольную стену.
Фасад и интерьер, выполненные в стиле барокко, были изменены. В 2009 году здание было полностью отреставрировано по проекту эстонского архитектора Рауля Вайксоо и приспособлено для нужд Канцелярии Рийгикогу.
В 1997 году здание было внесено в Государственный регистр памятников культуры Эстонии. При инспектировании 10.05.2012 года его состояние было оценено как хорошее.
- Вид на Дом коменданта со стороны двора
- Дом коменданта в 2003 году
- Мемориальная доска на здании